# Cygnus CRS OA-5
Cygnus CRS OA-5 (inna nazwa Orbital Sciences CRS Flight 5) – misja statku transportowego Cygnus, wykonana przez prywatną firmę Orbital ATK na zlecenie amerykańskiej agencji kosmicznej NASA w ramach programu CRS w celu zaopatrzenia Międzynarodowej Stacji Kosmicznej. W tej misji uczestniczył statek nazwany S.S. Alan Poindexter na cześć zmarłego astronauty Alana Poindextera.

## Przebieg misji

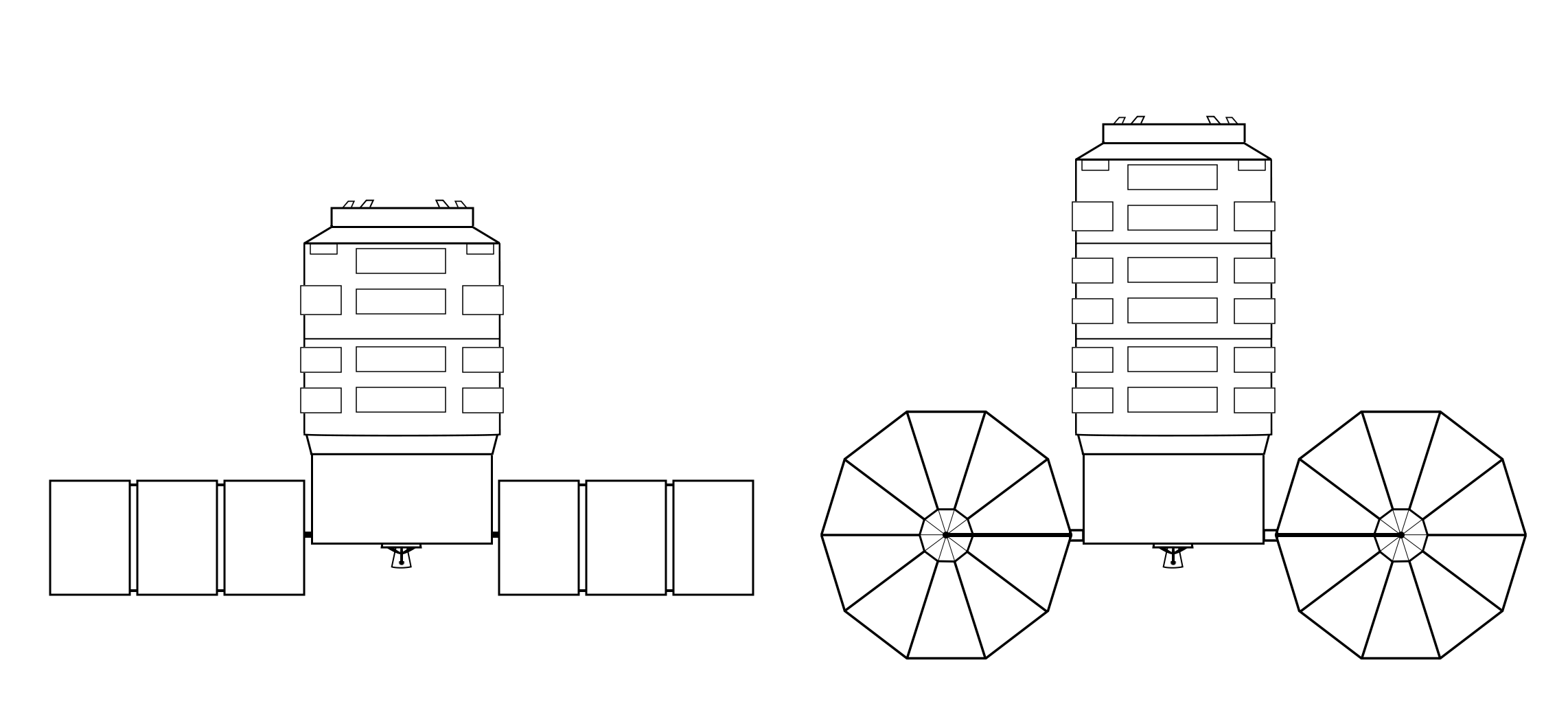
Szkic przedstawiający różnicę pomiędzy standardową (z lewej) a powiększoną (z prawej) wersją Cygnusa z zachowaniem skali

Start misji Cygnusa miał miejsce 17 października 2016 roku o 23:45:40 UTC z platformy startowej LP-0A Mid-Atlantic Regional Spaceport.
W czasie pięciodniowego lotu Cygnus zbliżył się do ISS 23 października 2016, gdzie następnie został uchwycony przez Canadarm2 o 11:28 UTC i przyciągnięty do portu cumowniczego w module Unity. Dokowanie miało miejsce o 14:53 UTC. 27 października 2016 załoga Ekspedycji 49 rozładowała statek Cygnus przenosząc jego ładunek do wnętrz stacji.
21 listopada 2016 o 11:40 UTC Cygnus odcumował od stacji i został odciągnięty przez Canadarm2, a następnie wypuszczony o 13:22 UTC. Misja statku transportowego zakończyła się jego kontrolowaną deorbitacją, która nastąpiła 27 listopada 2016 o 23:36 UTC. Do tego czasu Cygnus wykonywał eksperymenty naukowe i wypuścił w otwartą przestrzeń kosmiczną cztery nanosatelity.

## Ładunek
Na pokładzie Cygnusa znajdowało się 2209 kg (2342 kg brutto) zaopatrzenia dla stacji ISS, w tym:
- 585 kg zaopatrzenia dla załogi,
- 1023 kg sprzętu potrzebnego do sprawnego funkcjonowania stacji,
- 498 kg materiału do badań i eksperymentów,
- 56 kg urządzeń elektronicznych,
- 5 kg przedmiotów potrzebnych do spacerów kosmicznych,
- 42 kg sprzętu dla rosyjskiego segmentu stacji.

Statek Cygnus S.S. Alan Poindexter zabrał z sobą również 4 satelity Lemur-2 typu CubeSat, które - razem ze specjalnym dyspenzerem, znajdowały się w sekcji nieciśnieniowej statku. Satelity te zostały stworzone przez firmę Spire i służą do celów meteorologicznych oraz śledzenia ruchu statków morskich. Satelity zostały wypuszczone w otwartą przestrzeń kosmiczną po odcumowaniu Cygnusa od ISS.

## Galeria

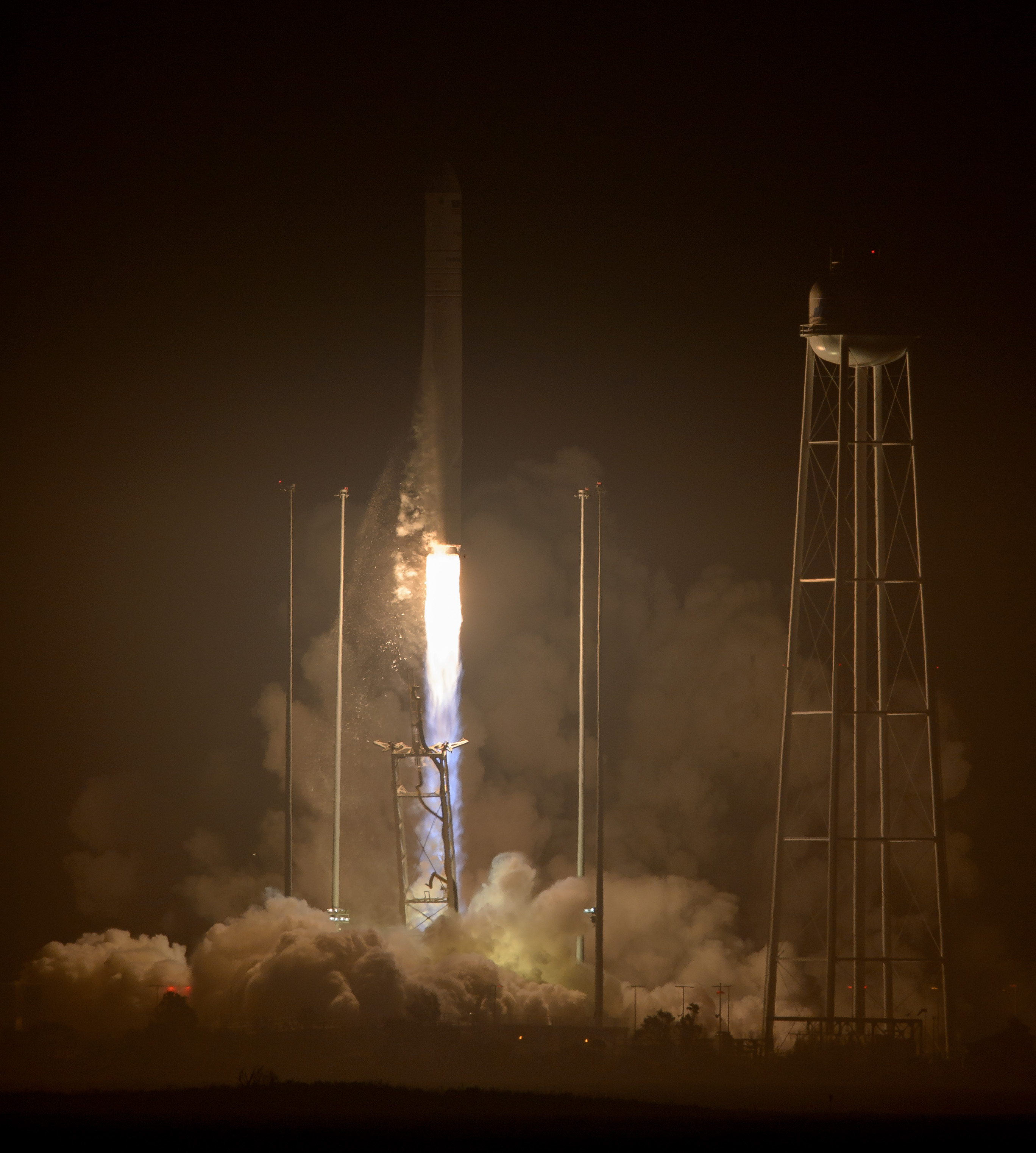
Start rakiety Antares w ramach misji Cygnus CRS OA-5
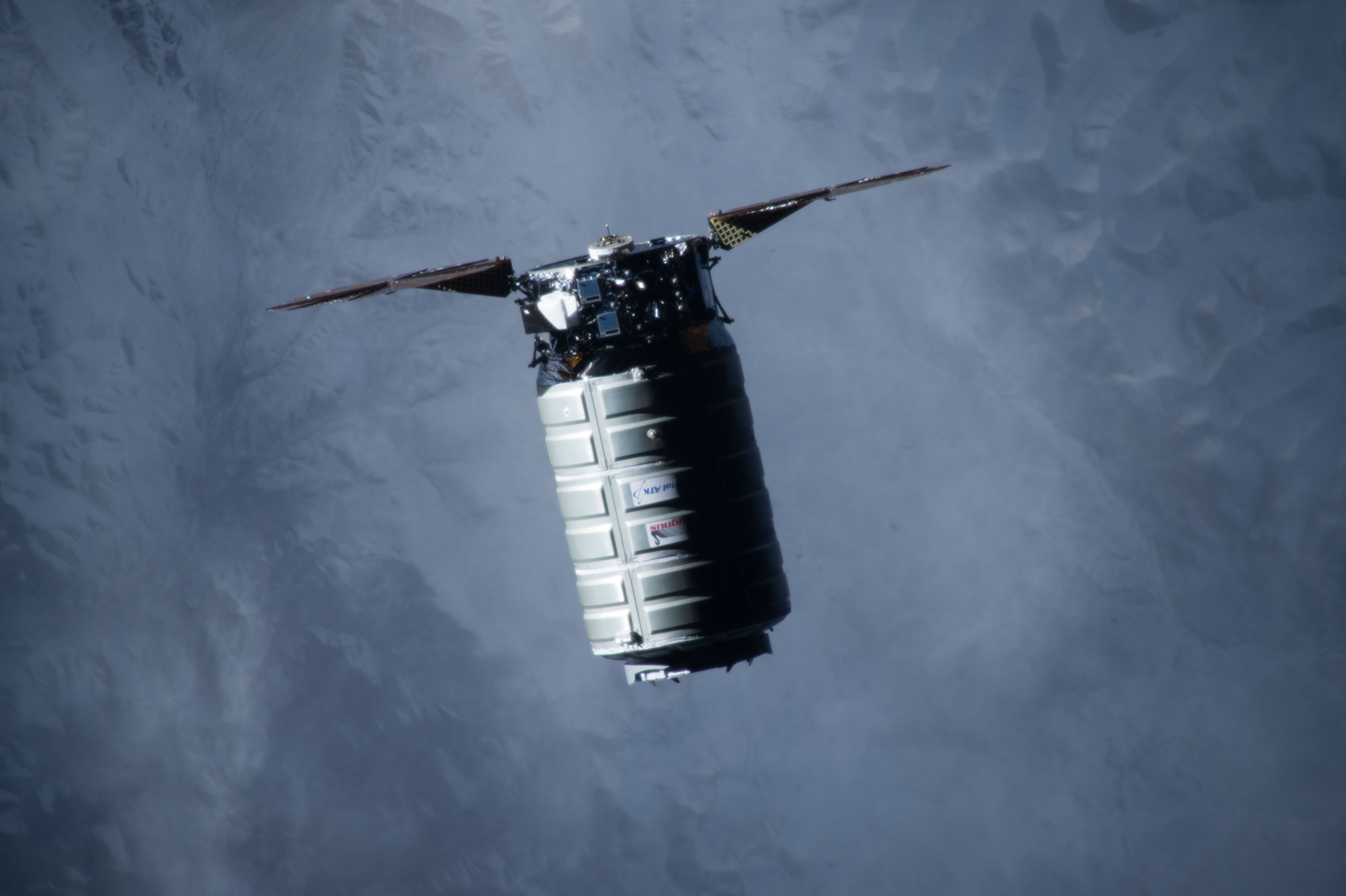
Cygnus S.S. Alan Poindexter podczas zbliżania się do ISS
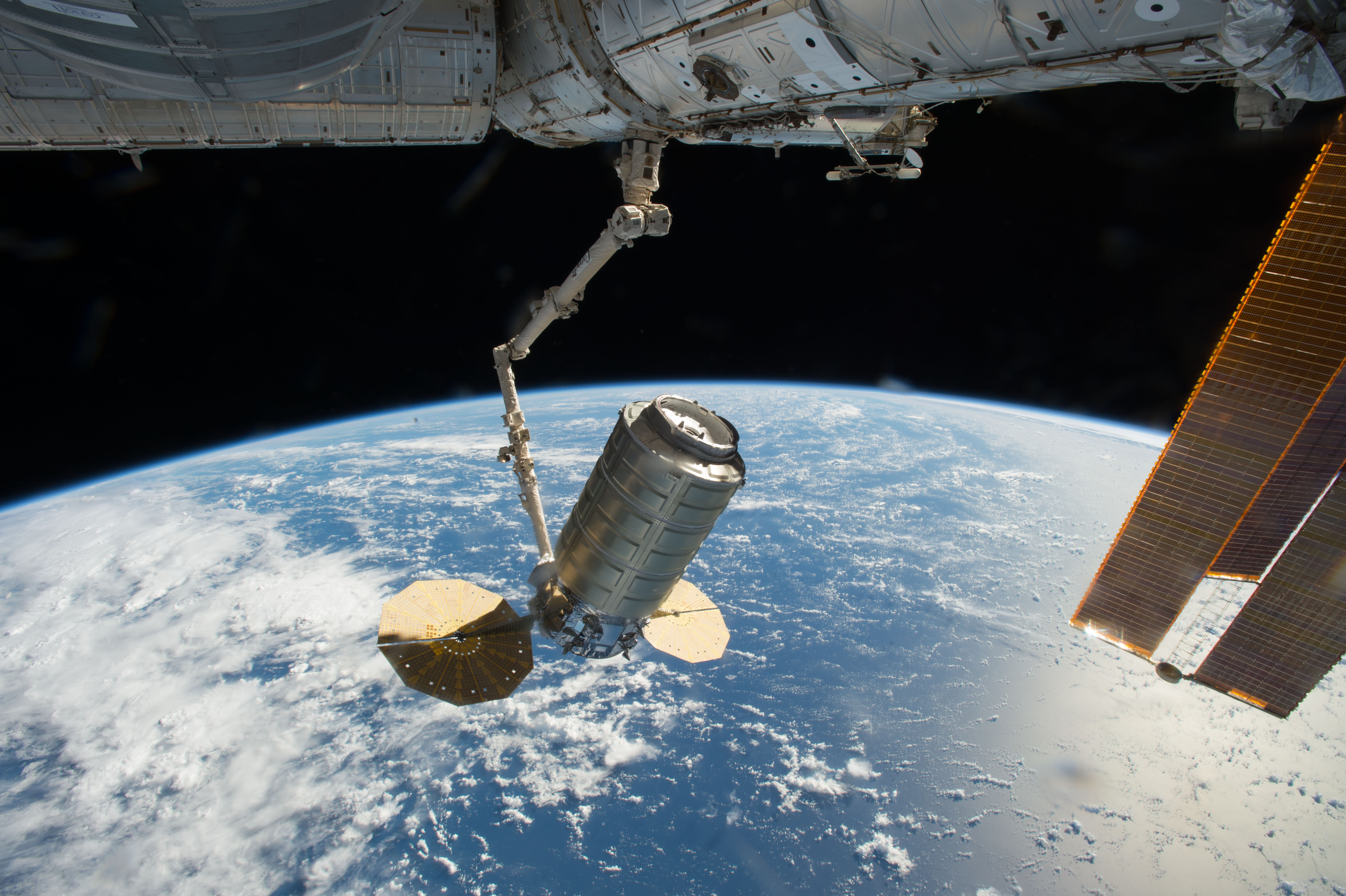
Cygnus S.S. Alan Poindexter przyciągany do ISS przy pomocy Canadarm2
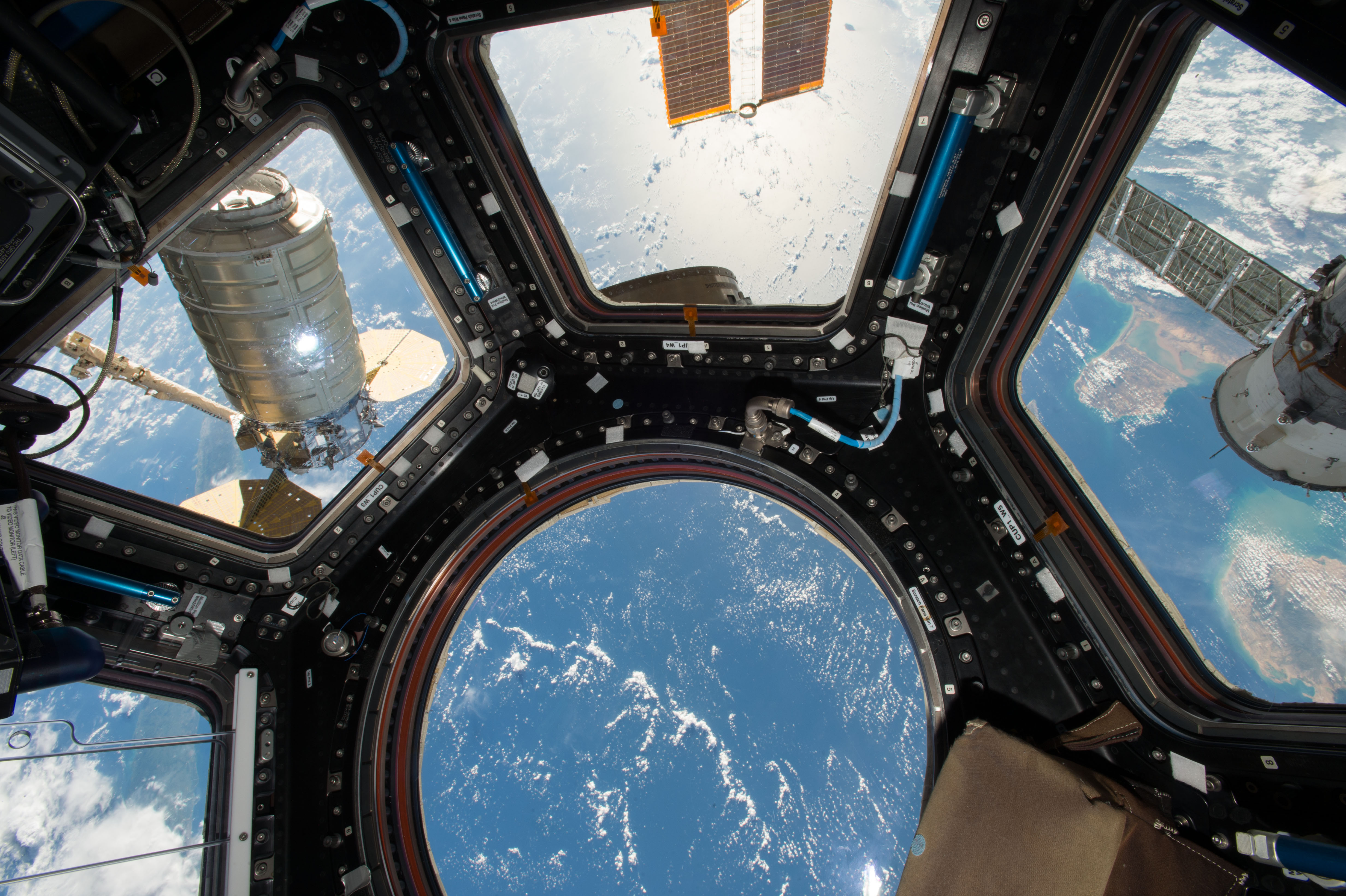
Manewr dokowania statku Cygnus widziany z modułu Cupola
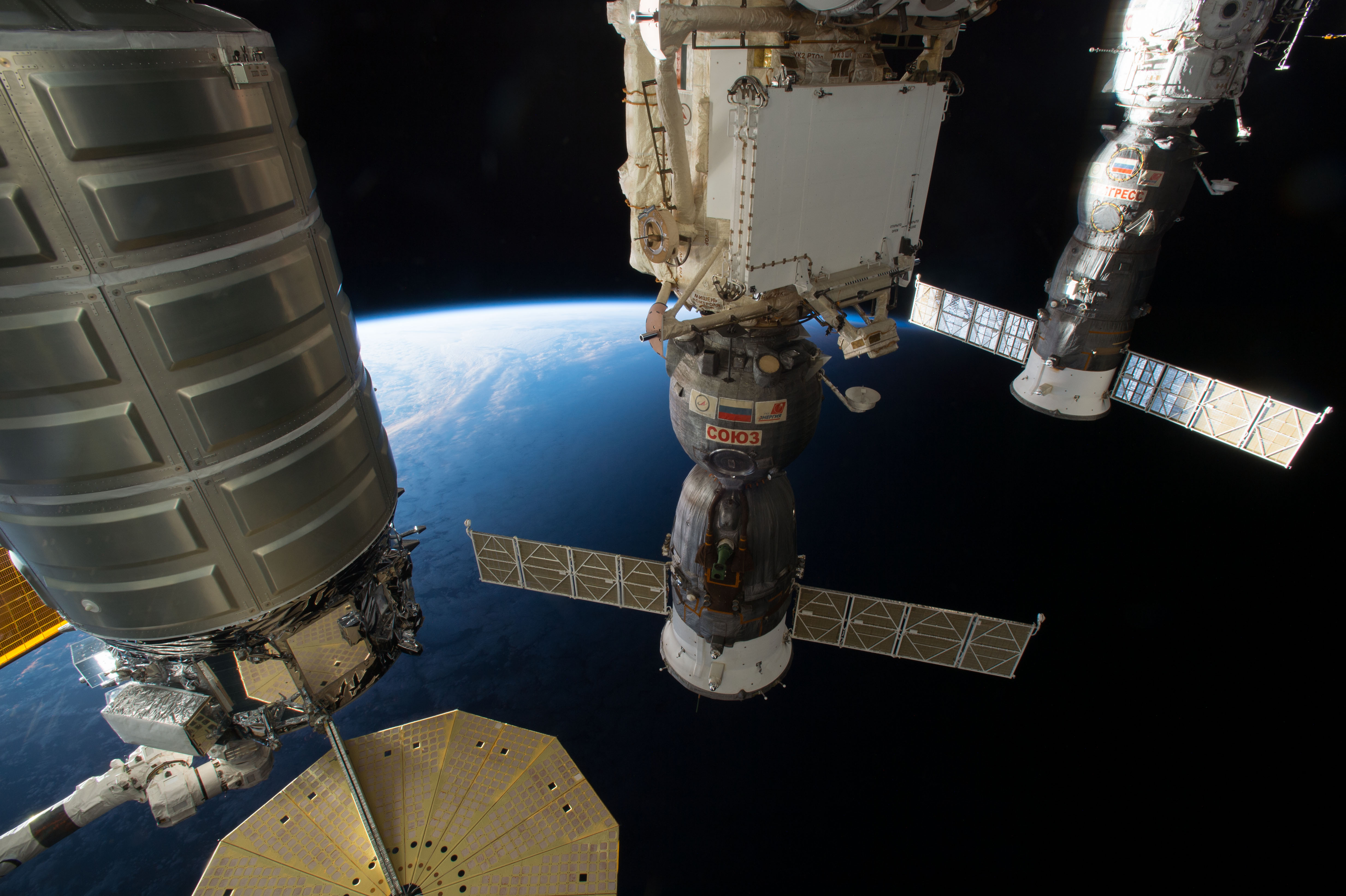
Cygnus S.S. Alan Poindexter zacumowany do modułu Unity (z lewej), Sojuz MS-01 zadokowany do modułu Rasswiet (w środku) oraz Progress MS-03 zadokowany do modułu Pirs